# 학생모

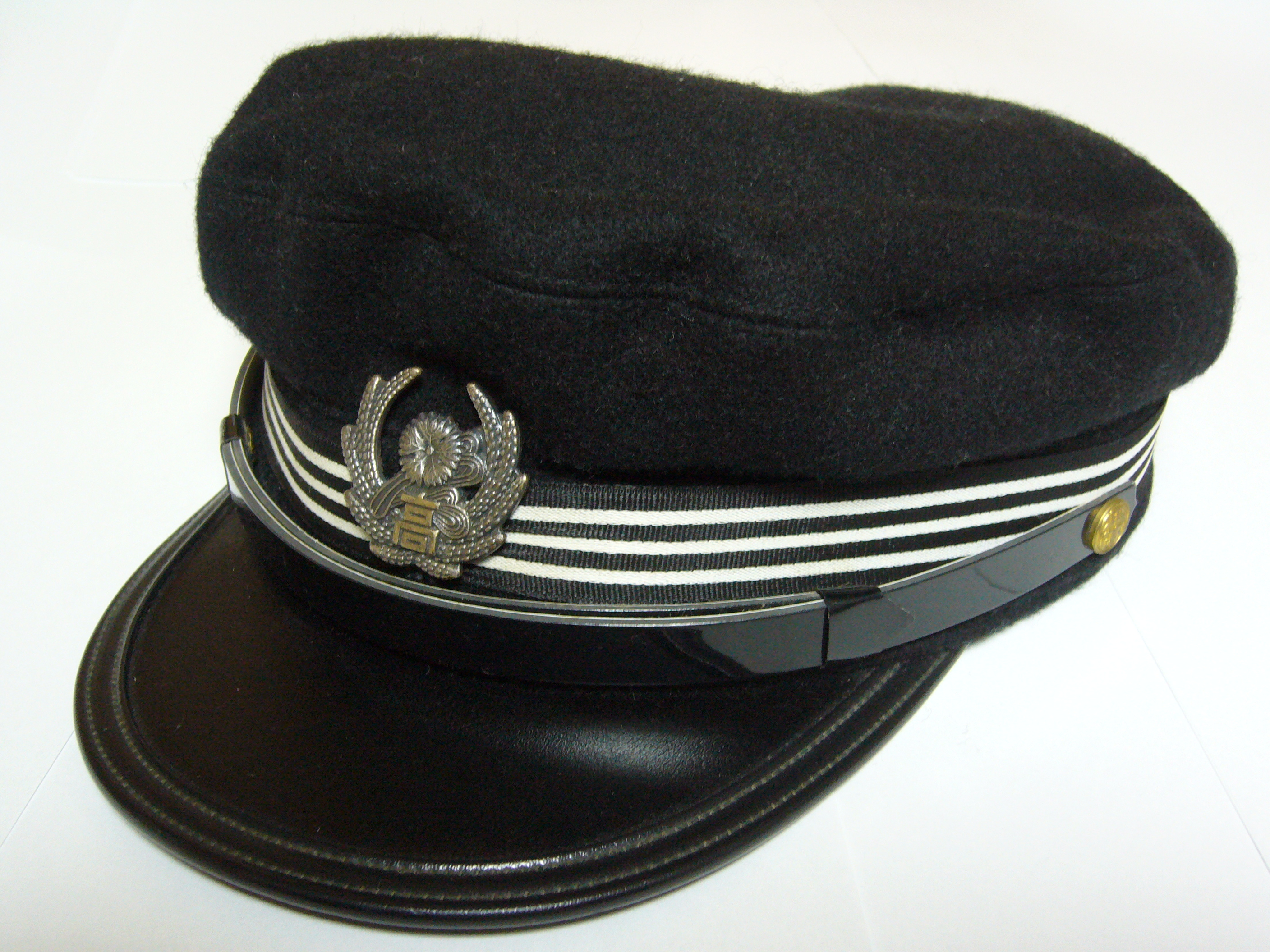
일본의 학교에서 일반적인 형태의 학생모

학생모(學生帽)는 학교에 재학 중인 학생이 쓰는 모자로, 일반적으로 남자의 것을 가리킨다. 다양한 유럽 국가에서 다양한 유형의 학생모는 북유럽 국가의 경우와 같이 공통된 정체성의 표식으로 사용되거나 착용자를 더 큰 신체 내에서 더 작은 신체의 구성원으로 식별하기 위해 착용했다.

## 같이 보기
- 학사모